# Brunello

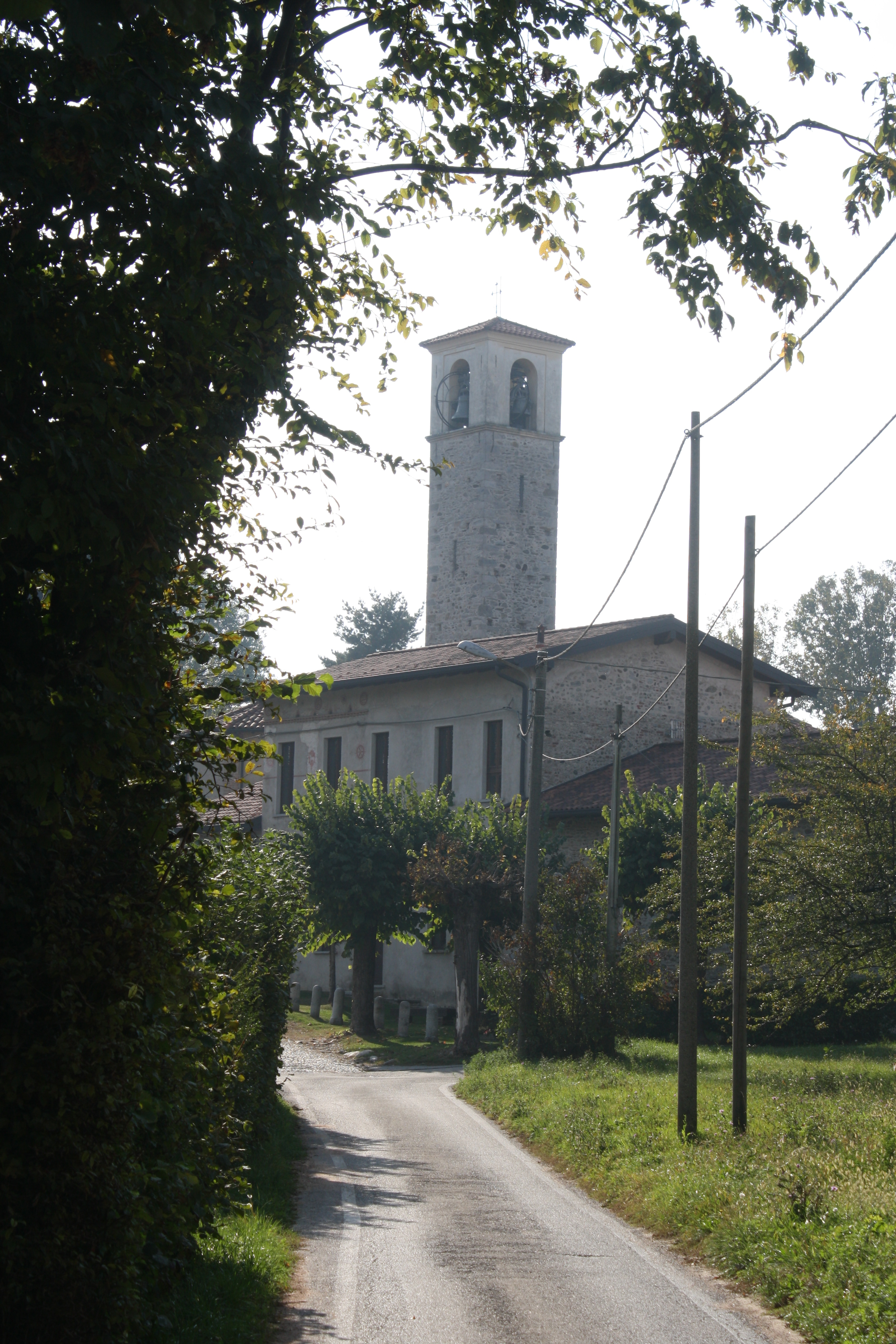
Kirche Santa Maria Annunciata

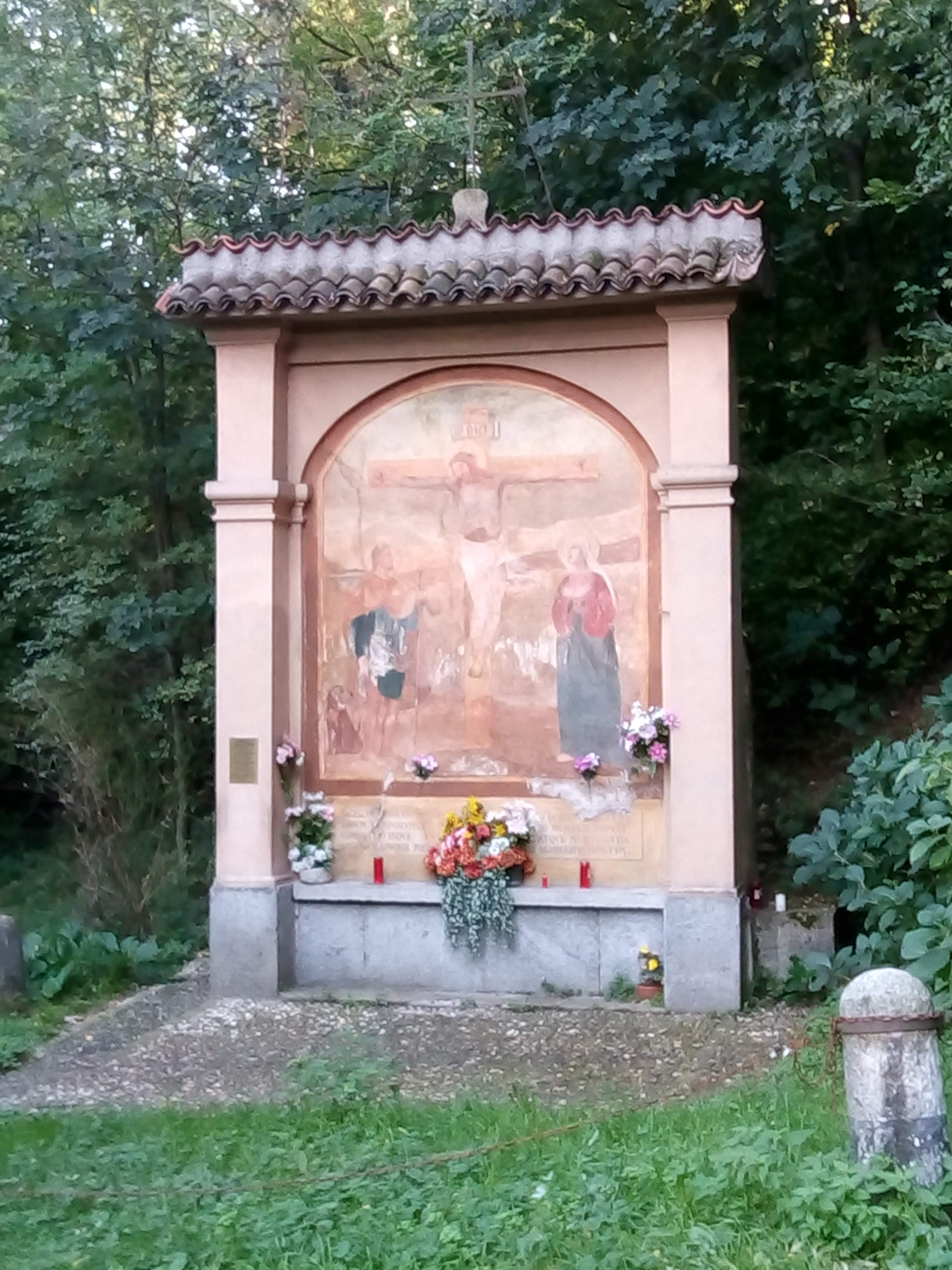
Betkapelle

Brunello ist eine italienische Gemeinde (comune) in der Provinz Varese in der Region Lombardei.

## Geographie
Das Gebiet der Gemeinde umfasst eine Fläche von 1,64 km². Zu Brunello gehören die Fraktionen Collodri und Rosea. Die Nachbargemeinden sind: Azzate, Buguggiate, Castronno, Gazzada Schianno, Morazzone und Sumirago.

## Geschichte
Die Ortschaft Brunello wurde in den Statuten der Straßen und Gewässer des Herzogtums Mailand in der Form Brunadello erwähnt und gehörte zur Gemeinde Varese. Sie gehörte zu den Gemeinden, die zur Instandhaltung der Rho-Straße beitrugen (1346). Im Jahr 1538 wurde Brunello mit Egidio Bossi belehnt. In den Registern des Estimo (Grundbuch) des Herzogtums Mailand von 1558 und späteren Aktualisierungen war Brunello unter den in derselben Pieve erfassten Gemeinden. Nach den Antworten auf die 45 Fragen von 1751 der II. Junta der Volkszählung wurde das Gebiet von Brunello an den Markgrafen Galeazzo Bossi belehnt, an den die Gemeinde keine Entschädigung zahlte.
Die Gemeinde war zwei Richtern unterstellt, die in Varese residierten: dem königlichen und dem feudalen. Der Feudalrichter erhielt ein jährliches Gehalt von 14 Lire, und wenn es um Strafsachen ging, wurden beide Richter benachrichtigt, aber es war nicht üblich, einen Eid zu leisten. Brunello hatte keine anderen Gemeinden unter seiner Kontrolle und wollte sich nicht von seiner Provinz trennen. In der Gemeinde Brunello gab es immer einen Konsul, der für einen Monat im Amt war. Das Amt wurde turnusmäßig von allen Männern über 18 Jahren ausgeübt. Außerdem gab es zwei Bürgermeister, die von den Männern derselben Gemeinde durch Stimmabgabe gewählt wurden. Sie blieben zwei oder drei Jahre im Amt und hatten die Aufgabe, die Lastenverteilung vorzunehmen und sich um die Bedürfnisse der Gemeinde zu kümmern. Die Versammlungen wurden durch das Läuten der Glocke eingeleitet. Der Kanzler wohnte im Dorf und verwaltete die Bücher und Schriften der Gemeinde zu Hause, sein einziges Jahresgehalt betrug 10 Lire.

## Bevölkerung
| Bevölkerungsentwicklung | Bevölkerungsentwicklung | Bevölkerungsentwicklung | Bevölkerungsentwicklung | Bevölkerungsentwicklung | Bevölkerungsentwicklung | Bevölkerungsentwicklung | Bevölkerungsentwicklung | Bevölkerungsentwicklung | Bevölkerungsentwicklung | Bevölkerungsentwicklung | Bevölkerungsentwicklung | Bevölkerungsentwicklung | Bevölkerungsentwicklung |
| ----------------------- | ----------------------- | ----------------------- | ----------------------- | ----------------------- | ----------------------- | ----------------------- | ----------------------- | ----------------------- | ----------------------- | ----------------------- | ----------------------- | ----------------------- | ----------------------- |
| Jahr                    | 1805                    | 1853                    | 1881                    | 1901                    | 1921                    | 1951                    | 1961                    | 1971                    | 1991                    | 2001                    | 2011                    | 2013                    | 2021                    |
| Einwohner               | 274                     | *387                    | 431                     | 431                     | 469                     | 378                     | *427                    | 591                     | 842                     | 954                     | 1030                    | 1007                    | 944                     |

- 1809 Fusion mit Azzate
- 1827 Fusion mit Azzate

## Sehenswürdigkeiten
- Pfarrkirche Santa Maria Annunciata (14. Jahrhundert) mit Polyptychon San Rocco e l’angelo; San Sebastiano; Arcangelo Gabriele; Dio Padre; Vergine annunciata; Sant’Ambrogio; Visitazione; San Gerolamo; Adorazione dei pastori; San Bernardo di Aosta; Fuga in Egitto; San Teodulo di Sion Werk (1519) des Malers Francesco De Tatti (* um 1490 in Varese; † vor 13. Januar 1532 ebenda)[2] und Fresken Madonna col Bambino e santi Domenico e Bernardo und Madonna della Misericordia; auf dem Triumphbogen steht das Jüngstes Gericht und viele andere im Apsys Santa Caterina da Siena, Santa Caterina d’Alessandria, San Rocco usw.[3][4]
- Kirche San Rocco.